# Hossein-Ali Montazeri
Hossein-Ali Montazeri (in persiano حسینعلی منتظری‎) (Najafabad, 1922 – Qom, 19 dicembre 2009) è stato un teologo e attivista iraniano.

## Biografia
Grande Ayatollah, Montazeri è stato un importante studioso dell'Islam sciita e uno dei leader della Rivoluzione islamica del 1979 in Iran.
È conosciuto per essere stato il successore designato della Guida Suprema Ayatollah Khomeini, caduto in disgrazia nel 1989 dopo aver criticato le politiche del governo, considerate da Montazeri come in antitesi alle libertà e ai diritti del popolo.
Per quasi trent'anni, Montazeri è stato uno dei maggiori critici delle politiche interne ed estere della Repubblica Islamica. È stato anche attivista per i diritti civili e i diritti delle donne in Iran. Prolifico scrittore, è autore di un gran numero di libri e articoli.
Montazeri ha vissuto gli ultimi anni della sua vita nella città santa di Qom, rimanendo politicamente influente in Iran, specialmente tra i politici riformisti.
Montazeri è deceduto nel sonno il 19 dicembre 2009, all'età di 87 anni, nella sua casa di Qom.

### Studi e carriera
Montazeri nasce nel 1922 in una famiglia di contadini di Najafabad, città della provincia di Isfahan, 250 miglia a sud di Teheran. La sua prima istruzione teologica avviene in Isfahan. Montazeri frequenta quindi le scuole religiose di Qom, sotto la guida di Khomeini, e prosegue fino a diventare professore alla Scuola Teologica Faiziyeh. In tale ruolo, risponde alla chiamata alla protesta di Khomeini contro la Rivoluzione bianca dello scià Mohammad Reza Pahlavi nel giugno 1963, ed è attivo nei circoli clericali anti-scià.

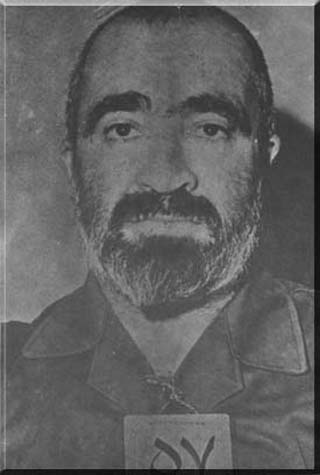
Foto segnaletica di Montazeri mentre era detenuto nella prigione di Evin

A seguito dell'esilio di Khomeini da parte dello Scià, Montazeri "sedette al centro della rete clericale" che Khomeini aveva stabilito per combattere il dominio dei Pahlevi. Venne imprigionato nel 1974 e rilasciato nel 1978, in tempo per prendere un ruolo attivo nella rivoluzione.

## La rivoluzione islamica in Iran
Montazeri è conosciuto come un giurisperito islamico che ha pagato per le sue tendenze liberali. Ha sostenuto una repubblica democratica come migliore forma di governo; tuttavia nel suo modello ideale di governo, un giurisperito islamico (faqih) svolge il ruolo di supervisore, nella forma della velayat-e faqih, condivisa assieme a Khomeini. Montazeri è autore del saggio Dirāsāt fī wilāyat al-faqīh (Studi sulla velayat-e faqih), in cui invoca la supervisione di un giurisperito islamico sull'amministrazione. Montazeri ha creduto nell'indipendenza del governo e non ha accettato nessun ruolo esecutivo e legislativo per il giurisperito islamico alla guida di una comunità.
Il ruolo di tale giurisperito ("velayat-e faqih") secondo Montazeri si sarebbe dovuto limitare alla funzione di consigliere dei governanti, eletti dal popolo senza violazione dei principi islamici. Montazeri asserisce il ruolo del giurisperito non deve essere un potere assoluto.
Nel 1979, a seguito della deposizione dello scià, Montazeri ha avuto un ruolo centrale nella definizione della nuova Costituzione iraniana. È stato uno dei leader del movimento per sostituire la bozza di costituzione secolare e democratica per la Repubblica Islamica con una in cui vi fosse riconosciuta la supervisione dei giurisperiti. Ha distribuito "un dettagliato commentario e una bozza alternativa" per la nuova costituzione iraniana. Essa includeva la definizione dello Sciismo duodecimano (e non dell'Islam in generale) come religione ufficiale, e la facoltà dei giurisperiti di nominare i giudici e porre il veto su ogni legge ed azione in contrasto con i principi islamici. In seguito ha partecipato all'Assemblea degli Esperti (Majles-e Khobregan) che ha redatto la Costituzione della Repubblica Islamica dell'Iran, mettendo in atto diverse delle sue proposte.
In questo periodo Montazeri ha inoltre guidato la preghiera del venerdì a Qom, come membro del Consiglio Rivoluzionario e come vice della Guida suprema Khomeini. Khomeini iniziò "a trasferire parte del suo potere" a Montazeri nel 1980. Entro il 1983 "tutti gli uffici governativi appendevano un piccolo ritratto" di Montazeri accanto a quello di Khomeini.
Dopo che Khomeini lo ebbe indicato come suo successore, Montazeri inizialmente rigettò l'idea, insistendo che la scelta del successore doveva essere compiuta dall'Assemblea degli Esperti, democraticamente eletta.
In seguito accettò, e in una sessione dell'Assemblea degli Esperti nel novembre 1985, venne designato come successore di Khomeini a Guida suprema.
Alcuni ritengono che Khomeini scelse Montazeri solo a causa del suo sostegno al principio khomeinista di potere teocratico dei giurisperiti. La forma di governo delineata da Khomeini prevedeva che il più esperto, o uno dei più esperti, dei giurisperiti islamici "governasse", e di tutti coloro che potessero essere considerati esperti giurisperiti solo Montazeri sosteneva la stessa concezione. Nell'opinione di Montazeri, tuttavia, il giurisperito non avrebbe agito con poteri assoluti, ma solo come consigliere.
(Mackey)

## Disputa con Khomeini e congedo
In quanto erede designato di Khomeini, i problemi per Montazeri iniziarono con la sua associazione con Mehdi Hashemi, che dall'ufficio di Montazeri guidava un'organizzazione per l'esportazione della rivoluzione islamica. Si crede che Hashemi abbia messo in imbarazzo Ali Akbar Hashemi Rafsanjani facendo trapelare alcune informazioni sul suo collegamento con lo scandalo Irangate. Hashemi venne quindi arrestato, imprigionato e giustiziato nel 1987, in quanto accusato di attività controrivoluzionarie.
Nel novembre 1987 Montazeri suscitò ancora maggiori controversie quando invocò la legalizzazione dei partiti politici, per quanto sotto stretta regolazione.
A ciò fece seguito l'invocazione per "un'aperta valutazione dei fallimenti" della Rivoluzione e per mettere fine all'esportazione della rivoluzione, sostenendo ad esempio che l'Iran non dovesse formare ed armare gruppi alleati.
Khomeini reagì nel febbraio seguente criticando Montazeri, e un mese dopo convocò un incontro dell'Assemblea degli Esperti per metterlo in discussione.
In seguito alle esecuzioni di massa di migliaia di appartenenti al movimento dei Mojahedin-e Khalq e di altri prigionieri politici nell'estate/autunno 1988, Montazeri in una serie di conferenze indicò la necessità di una politica "ben più aperta".
In un'intervista pubblicata da Keyhan all'inizio del 1989, criticò Khomeini con un linguaggio che è considerato averne segnato il destino politico:
(Montazeri)
Ancora peggiore fu la pubblicazione all'estero, e la trasmissione da parte della BBC, di una sua lettera di condanna dell'ondata di esecuzioni del dopoguerra nel marzo 1989.
Montazeri criticò anche la fatwā di Khomeini che legittimava indirettamente l'assassinio dello scrittore Salman Rushdie, dicendo: "La gente nel mondo si sta facendo l'idea che il nostro lavoro in Iran è solo di ammazzare persone".
Il 26 marzo 1989 un furioso Khomeini denunciò fortemente le azioni di Montazeri, e due giorni dopo annunciò che Montazeri aveva rinunciato al proprio ruolo.
Montazeri non protestò, dichiarando "chiedo a tutti i fratelli e sorelle di non proferire una parola in mio sostegno".
In aggiunta alla perdita della posizione di erede designato, gli venne tolto il titolo di Grande Ayatollah, ebbero fine le pubblicazioni delle sue lezioni sul giornale Keyhan e ogni riferimento a lui sulla radio pubblica; i suoi ritratti vennero rimossi dagli uffici e dalle moschee, ed infine anche la sua scorta privata venne ritirata. Articoli ed editoriali apparvero su vari giornali per smantellarne le "impeccabili" credenziali rivoluzionarie.
Alcuni hanno sostenuto che l'emendamento alla costituzione iraniana che rimosse il requisito di essere un marja per accedere al ruolo di Guida suprema avesse a che fare con la totale mancanza di Grandi Ayatollah rimasti disposti ad accettare un "illimitato velayat-e faqih".
Tuttavia, altri ritengono che la ragione era la mancanza di voti a sostegno dei marja nell'Assemblea degli Esperti. Ad esempio, il Grande Ayatollah Mohammad Reza Golpaygani aveva il sostegno solo di 13 membri dell'assemblea. Inoltre, c'erano altri marja presenti che accettavano la concezione khomeinista del potere.

## Successivo dissenso ed arresti domiciliari
Khomeini morì nel giugno 1989 e un altro membro del clero, Seyed Ali Khamene'i, fu prescelto dall'Assemblea degli Esperti come nuova Guida suprema. Khamenei era solo un Hojatoleslam di medio livello prima della rimozione di Montazeri. La sua promozione venne talvolta silenziosamente e talvolta apertamente rigettata da molti membri del clero sciita, incluso Montazeri.
Nel dicembre 1989 i sostenitori di Montazeri a Qom distribuirono volantini clandestini che mettevano in discussione le qualifiche di Khamenei per essere un Marja-e Taqlid ("fonte di emulazione") ed un ayatollah. Per rappresaglia le guardie rivoluzionarie "detennero ed umiliarono" Montazeri, "forzandolo ad indossare il suo cappuccio da notte anziché il suo turbante bianco".
Nell'ottobre 1997 l'Ayatollah Montazeri criticò apertamente l'autorità della Guida suprema Khamenei, definita incompetente.
Dopo dimostrazioni di massa contro Montazerī, Khāmeneī immediatamente pose il suo critico agli arresti domiciliari, durati per cinque anni, con la scusa di proteggerlo dai falchi.
Tale condizione terminò solo nel 2003 dopo che "più di 100 legislatori iraniani" ebbero chiesto al presidente Khatami di liberarlo. Alcuni pensano che il governo revocò gli arresti domiciliari per evitare la possibilità di un contraccolpo popolare in caso che Montazeri, malato, morisse sotto custodia.

## Critiche a Mahmud Ahmadinejad
Il 22 gennaio 2007 il Grand Ayatollah Montazeri criticò il presidente iraniano Mahmud Ahmadinejad per le sue politiche nucleari ed economiche.
.
Benché concordando col diritto dell'Iran di sviluppare l'energia atomica, Montazeri definì aggressivo l'approccio di Ahmadinejad alla questione, dichiarando: "Uno deve trattare il nemico con saggezza, non provocarlo... le sue [provocazioni] creano solo problemi per il paese" e chiedendo "non abbiamo anche altri diritti?", riferendosi ai diritti umani e civili.
Montazeri criticò inoltre i risultati economici del governo di Ahmadinejad, citando il tasso di inflazione (incluso l'aumento del 50% del prezzo delle abitazioni) e sostenendo che un paese non potesse venir governato a "slogan".
Montazeri emise una dichiarazione a sostegno dei diritti dei Bahá'í nella Repubblica Islamica, dicendo che nonostante i Baha'i non appartenessero alla Gente del Libro (come cristiani, ebrei e zoroastriani), tuttavia "sono cittadini del nostro paese, hanno il diritto alla cittadinanza e a vivere in questo paese. Inoltre, devono beneficiare della compassione islamica, che è sottolineata nel Corano e dalle autorità religiose."
Montazeri ha parlato contro la rielezione di Ahmadinejad anche il 16 giugno 2009, in occasione delle elezioni presidenziali in Iran del 2009, a seguito delle proteste per presunti brogli contro Mir Hosein Musavi. Montazeri sostenne che "nessuno nella propria testa può credere" che i risultati del voto fossero stati equamente contati.
Montazeri indisse tre giorni di lutto pubblico per la morte di Neda Agha-Soltan e degli altri iraniani uccisi durante le proteste del 22 giugno.
Nel novembre 2009, il giorno prima del 30º anniversario della crisi degli ostaggi, Montazeri definì un errore l'occupazione dell'ambasciata americana nel 1979.

## Reputazione
Montazeri è stato descritto dai suoi sostenitori come "brillante", coi piedi per terra, sobrio, una persona che "vive semplicemente ed equipara l'Islam con la giustizia sociale", restando al di sopra delle dispute politiche.
I suoi detrattori lo hanno dipinto come testardo ed ingenuo nella sua insistenza che la Repubblica Islamica si dovesse riconciliare con gli "ipocriti e liberali" che sono i suoi "nemici interni".

## Prese di posizione
Per quanto riguarda la Ridda (condanna a morte dell'apostata), l'ayatollah Hossein-Ali Montazeri, afferma che i versi del Corano in proposito, che affermano che Allah disprezza l'apostasia (4:89, 3:72, 3:90,16:106,4:137 e 5:54) non prescrivono una punizione terrena, e aggiunge come non sia improbabile che la pena capitale sia stata prescritta da Maometto agli albori dell'Islam a causa delle cospirazioni politiche contro l'Islam e i musulmani e non soltanto per il cambiare fede o l'esprimerlo. Montazeri definisce tipi diversi di apostasia, e insiste nel prescrivere la pena capitale solo per un apostata che mostri ostilità verso la comunità musulmana.